# 国鉄C63形蒸気機関車
国鉄C63形蒸気機関車（こくてつC63がたじょうききかんしゃ）は、日本国有鉄道（国鉄）が計画・設計したテンダー式蒸気機関車の一形式である。国鉄最後の制式蒸気機関車として計画されながら、1956年（昭和31年）に設計図が完成したのみで、実際には製造が行われなかった。このため未成車両となり、幻の（蒸気）機関車とも呼ばれている。

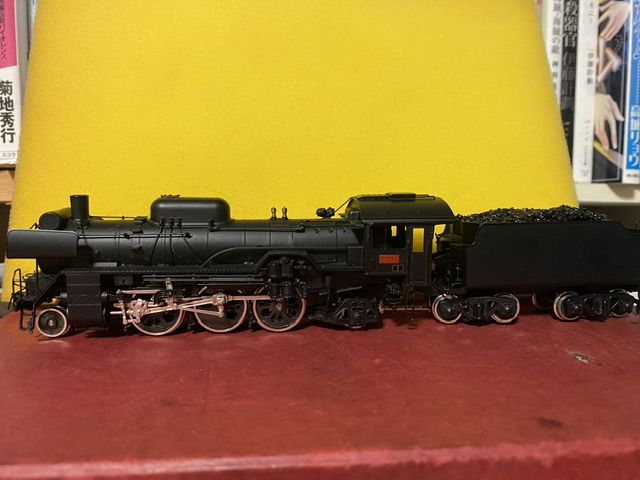
中村精密のC63形蒸気機関車のHOゲージ模型

## 計画の背景
C63形が計画されたのは1955年（昭和30年）頃のことであった。当時は財政難などで電化も遅々として進まず、また気動車やディーゼル機関車の技術も未成熟であり、無煙化を着実に進めていける状況にはなかった。その一方で現有機関車には老朽化が進んでいるものもあり、輸送需要増加と合わせて機関車不足を招くことになるため、「手戻り」ではあるものの蒸気機関車の新製はやむを得ないとの判断が下された。

## 構造
地方ローカル線での客貨両用目的での使用を前提とし、主として老朽化が特に深刻化していたC51形を置き換える目的で設計された。構造はC58形をベースにしているが、できるだけC51形に近い性能を得ることを目標とした。
国鉄最後の新製蒸気機関車となるため、以下のような新設計を取り入れている。
- ボイラーを全溶接構造として圧力を従来の16 kg/cm2から国鉄蒸気機関車最大の18 kg/cm2(≒1.765 MPa)に昇圧する[1]。
- 1軸従台車の台車枠をばね上装荷として乗り心地向上を図る[2]。
- 下方の一部を切り取った形状のデフレクターを採用。従来の門鉄デフなどのようにランボードからアングル材のステーを突き出して支持する方式ではなく、ドイツで採用されたヴィッテ式と同様、煙室から支持部材を水平に突き出して固定する方式。
- テンダ台車へのコイルばねやオイルダンパを新規採用。
- 軸受は動輪軸・先従輪軸も含めすべてローラーベアリングとする。ただし一部は戦後製のC59形・C61形・C62形と同様、動輪軸・先輪軸をプレーンベアリング、従輪軸と炭水車車輪軸をローラーベアリングとし、比較する。

軸配置はベースとなったC58形と同じく1C1（ホワイト式：2-6-2、アメリカ式：プレーリー）となっていた。

## 製造中止

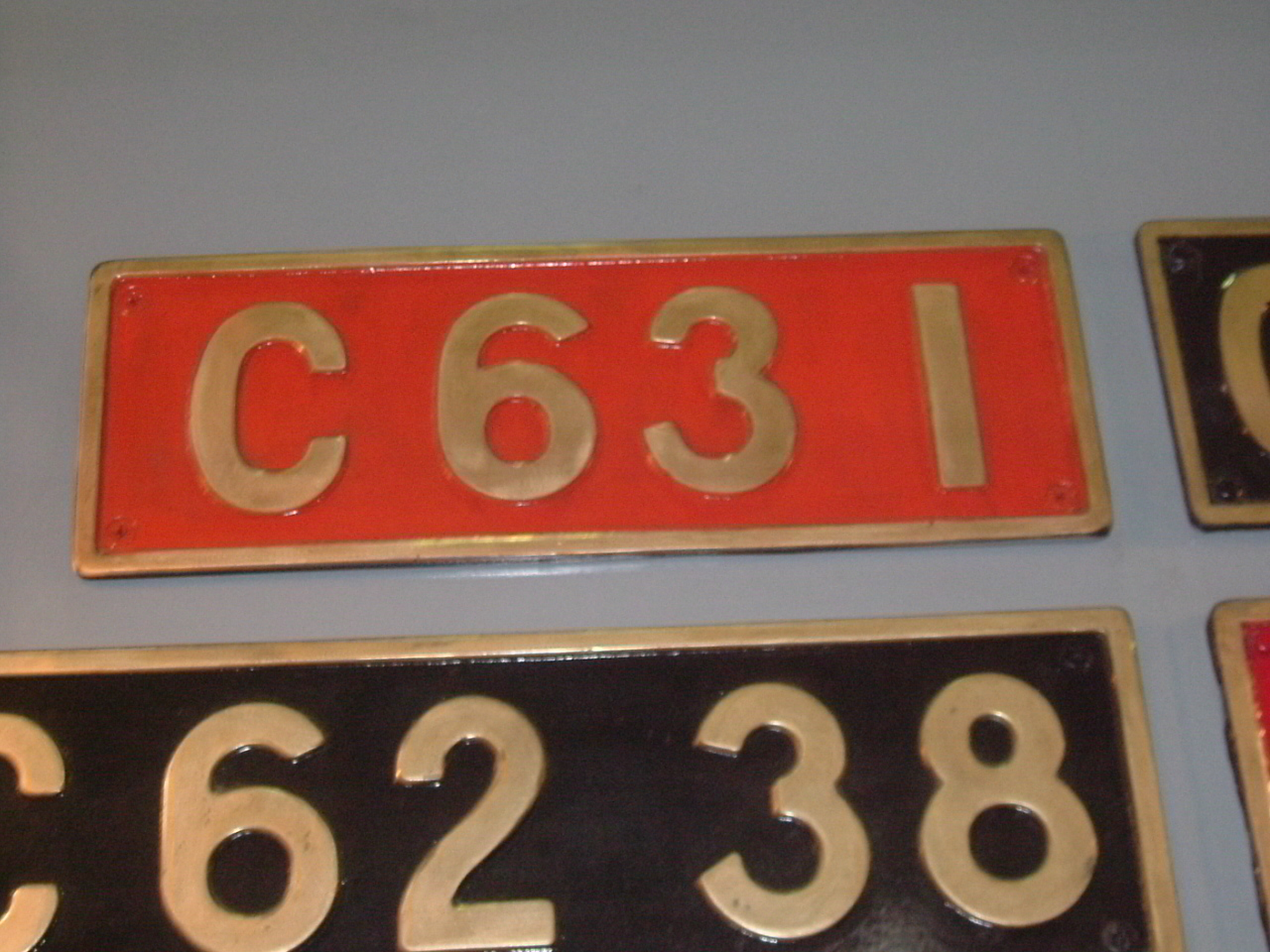
京都鉄道博物館に展示されているC63 1のナンバープレート

こうして1956年（昭和31年）には設計図が完成したが、製造正式決定を前に、無煙化の進捗状況と機関車の需給が再検討され、現段階では蒸気機関車の製造が絶対必要とはいえないとの結論に達し、当分の間は製造を見送り、情勢を見守ることになった。そしてその後すぐ交流電化及びディーゼル機関車・気動車の技術が確立し、急速に電化・ディーゼル化が進むこととなった。。
さらに、国鉄は1959年（昭和34年）に「動力近代化計画」として、1960年（昭和35年）の会計年度より蒸気機関車を15年で全廃する計画を立て、実行に踏み切った（完了は予定通り1975年度の年度末となる1976年3月）。これにより、蒸気機関車が不足する懸念は全くなくなったばかりでなく、国鉄が蒸気機関車廃止の方針に転換したため、ついにC63形の製造決定が下されることはなかった。
このC63形については、同じく製造中止となったEH50形電気機関車と同様に、製造中止後も数々の情報や資料が紹介されており、日の目を見ることのなかった悲運の形式として、鉄道ファンには広く知られている。もっとも、基本となったC58形には、各動軸が短軸距で台枠中央に集中して配されていて前後端のオーバーハングが大きく、高速走行時に著しいピッチングとヨーイングが発生する傾向があったことが知られていた。このため、ボイラーの燃焼効率改善を目的として火床面積の拡大を図った本形式の場合、C58形よりもオーバーハングが重く大きくなることからこの症状がさらに悪化し、実際に製造しても当初目標とされたC51形並の走行性能が得られなかった可能性が一部で指摘されている
。
ただし一方で、この点については、高速走行が問題となった紀勢本線でも動揺が発生しない時期があったこと、他の路線では80 km/h以上の速度でも軽快に走行していたことから、主連棒の短かさと保線軌道の悪さが原因である可能性がある。なお、C58の高速走行時の動揺が問題となったのは丙線でC51の使われていた甲乙では動揺の傾向が少なかった。事実、大和平野ではC63が目標としていたC51に伍する軽快さを見せ、製造されればC58形の素晴らしさを証明する機関車となった可能性もあると評されている。
本形式の模型を梅小路蒸気機関車館に保存することとなり、正式図面を基に鷹取工場にてC63 1として製作された。その後郡山工場（現・郡山総合車両センター）では、若手職員への蒸気機関車関連技術の継承を主な目的に、設計図を元に1/5スケールのライブスチームが製作され、動態のミニSLとしてイベント時などに使用されている。
なお、郡山駅1階には模型が展示されている他、京都鉄道博物館の展示室においても模型が展示され、朱色に塗られたC63 1のナンバープレートも同館に存在している。また、日本の鉄道模型メーカーである中村精密とヨーコー社から16番ゲージの、マイクロエースがこのC63形をNゲージで発売している。
鉄道高校として有名な岩倉高等学校の工作研究部は、設計図を基にC63のミニSLを制作し、文化祭や地域のイベントなどで走らせている。このミニSLは石炭と水による動力式を採っている。

## C63形蒸気機関車が登場する作品
- 霞流一『スティームタイガーの死走』（角川文庫、2004年） ISBN 4-04-372902-2